# Ai Se Eu te Pego
«Ai Se Eu te Pego» —en español: «Ay si te agarro»— es una canción interpretada por el cantante brasileño Michel Teló, incluida en su álbum de estudio titulado Na Balada. Fue lanzado  de 19 de Septiembre de 2011, entre noviembre y diciembre de 2011 alcanzó el número uno en Brasil y España, posteriormente encabezaría las listas musicales de al menos 20 países de Europa y América Latina. Además se convirtió en el sexto sencillo más vendido del año 2012 vendiendo cerca de 7.2 millones de copias a nivel mundial, según la Federación Internacional de la Industria Fonográfica.

## Antecedentes y grabación

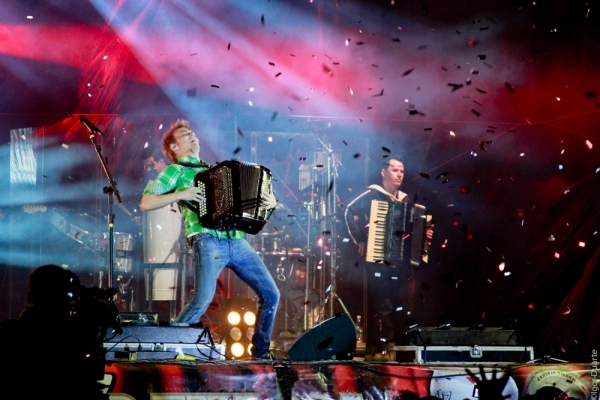
Michel Teló tocando el acordeón.

La canción tiene un origen antiguo, la primera versión de la canción apareció a finales de 2008 en Porto Seguro, en la costa sur del Estado de Bahía. La responsable es Sharon Acioly, animadora del AxI Moi (en un escenario montado en la playa de Porto Seguro) y autor del gran éxito funky "Dança do Quadrado". La composición de la música es de la banda Meninos de Seu Zeh, dirigida por Antonio Dyggs. En esa época la letra era diferente en lugar de decir de 'sábado na balada', se cantaba 'sábado na Kabana', que según el compositor es un club nocturno en Feria de Santana. La canción fue un éxito regional y atrajo la atención de un grupo de música forro Salvador, o Cangaia de Jegue. Con el grupo Cangaia, "Ai se eu te pego", se convirtió un éxito en el estado de Bahía en 2010, y atrajo la atención de otro grupo musical llamado Garota Safada, de Ceará. Después de esto, vino la tercera versión de la canción que fue un gran éxito en todo el Nordeste brasileño, en especialmente en São João. Según Antonio Dyggs, fue Teófilo que se dio cuenta de que la música tiene el potencial para conquistar el país.

## Versiones
La canción ha sido versionada al castellano por, entre otros, Julio Alex junto a los Disc-jockeys Rafa Marco y Danny Asensy como Ay si te cojo

## Vídeo musical
Fue filmado  en junho 2011. en el bar y discoteca llamada Wood de Curitiba durante un concierto del cantante y músico brasileño llamado Michel Teló el día 10 de julio de 2011 y puesto en Internet el 25 de julio de ese año y el video respectivo fue dirigido por los también brasileños llamados Fernando Hiro y Jacques Junier. El vídeo musical ganó el galardón de la música brasileña más vista en Youtube, donde supera ya las 1000 millones de reproducciones.

## Reclamación y acuerdo extrajudicial
La cantante brasileña Sharon Acioly, compositora del tema, anunció un acuerdo extrajudicial, cuyos detalles no han sido revelados, mediante el cual reconoce la participación de las jóvenes compositoras brasileñas Karine Vinagre, Amanda Cruz y Aline Medeiros en la composición del estribillo. Este fue creado por ellas en el año 2006, durante un viaje a Estados Unidos.
Dos años después, las tres amigas participaron como bailarinas en un concierto de Sharon Acioly en el balneario de Porto Seguro, en el que corearon el tema que la cantante luego convirtió en la canción que registró como propia junto al músico Antonio Dyggs.

## Resurgimiento del conflicto judicial
La canción está inmersa en un proceso judicial para determinar la autoría del tema. De momento, todos los beneficios que le ha reportado están bloqueados hasta que se aclare si Marcella de Ramalho, Maria Eduarda Lucena dos Santos y Amanda Cavalcantison, tres universitarias, son las auténticas autoras de la canción. Ellas aseguran que inventaron la letra de la canción de «ai se eu te pego»

## «If I Catch You»
El cantante Michel Telo dijo que buscaría nuevos parámetros para establecer su carrera internacional. Para ello, hizo una nueva versión de la canción "Ai Se Eu Te Pego", Inglés. De acuerdo con Telo, la reescritura debía tener un ambiente nuevo, con un nuevo arreglo. La canción recibió el título de «If I Catch You», con versos nuevos y una traducción muy cerca de las letras en portugués: “Delicious, delicious, this way you’re gonna kill me / Oh, if I catch you / Oh my God, if I catch you”. La versión en Inglés introdujo un tono más pop y bailable que la original en portugués: se elimina el acordeón y clarifica el sonido de la guitarra. En medio del coro repetido a lo largo de 2011, introduce un "oh, my god".

### Video musical
Al igual que en el vídeo original, el cantante está rodeado por mujeres, que en esta ocasión se encuentran en bikini, en la escena playera. Dividido en los barcos, los hombres y las mujeres siguen la coreografía tradicional de la música en Angra dos Reis. El video fue comparado con un comercial de cerveza. [40] Se lanzó oficialmente en vivo en el programa Fantástico el 15 de noviembre de 2011.

## Impacto cultural
La canción fue popularizada por Neymar tras bailarlo en el vestuario del Santos y en diversos programas de la televisión. En Argentina lo bailaron los futbolistas de River Plate Alejandro Domínguez y Fernando Cavenaghi tras un gol y en España la canción fue popularizada por un baile de los jugadores del Real Madrid Marcelo y Cristiano Ronaldo después de la consecución de un gol en el estadio La Rosaleda de Málaga.
Esta canción también aparece como banda sonora en el videojuego de fútbol de Konami, Pro Evolution Soccer 2013.

## Recepción comercial
La canción hizo su primera aparición en las listas en septiembre, donde se alcanzó la cima en el Billboard Hot Brasil 100 Airplay, también debutó en la primera posición en España, donde vendió 12.000 copias en la primera semana, permaneciendo por seis semanas en la cima. En el Italian Singles Chart debutó en el segundo lugar en el mes de noviembre, en la segunda semana alcanzó la cima, donde permaneció durante tres semanas.
En los Estados Unidos, encabezó las listas de música latina de Billboard, Hot Latin Songs y Latin Pop Songs respectivamente y alcanzó el puesto número 81 en el Billboard Hot 100, por lo que se convirtió en el segundo artista brasileño en introducir una canción en esta lista, luego de cinco décadas siendo Sérgio Mendes el último en hacerlo. Mientras en Alemania, fue la pista digital más descargada desde 2006.

## Formatos
Versión single
1. Ai Se Eu Te Pego — 2:45

CD single
1. Ai Se Eu Te Pego — 2:50

Descarga digital If I Catch You The Remixes EP
1. If I Catch You (Original Mix) — 2:47
2. If I Catch You (Live Mix) — 2:47
3. If I Catch You (Chill Versión 1) — 2:51
4. If I Catch You (Chill Versión 2) — 2:43

 Alemania – Digital EP
1. "Ai Se Eu Te Pego" – 2:46
2. "Ai Se Eu Te Pego" (A Class Edit) – 3:04
3. "Ai Se Eu Te Pego" (A Class Floor Mix) – 3:39
4. "Ai Se Eu Te Pego" (Rudeejay Remix) – 5:57
5. "Ai Se Eu Te Pego" (Sagi Abitbul Remix) – 3:36

 Reino Unido – Digital EP
1. "Ai Se Eu Te Pego" (feat. Becky G) – 3:18
2. "Ai Se Eu Te Pego" (Ao Vivo) – 2:52
3. "Ai Se Eu Te Pego" (If I Get Ya) [feat. Pitbull] – 4:07
4. "Ai Se Eu Te Pego" (Cahill Remix) – 3:13

Otras versiones
- "Ai Se Eu Te Pego" (If I Get Ya) (Worldwide Remix) [feat. Pitbull] – 4:06
- "Ai Se Eu Te Pego" (Versión en español) – 2:45

### Premios
| Año  | Premio                        | Categoría       | Resultado |
| ---- | ----------------------------- | --------------- | --------- |
| 2011 | Capricho Awards               | Canción del Año | Nominado  |
| 2011 | Melhores do Movimento Country | Canción del Año | Nominado  |
| 2012 | Melhores do Ano - Rede Globo  | Canción del Año | Ganadora  |

## Posicionamiento y certificaciones
| País o Región   | Lista (2011–12)              | Mejor posición |
| --------------- | ---------------------------- | -------------- |
| Alemania        | Media Control Charts         | 1              |
| Argentina       | Los 40 Principales Argentina | 1              |
| Austria         | Ö3 Austria Top 75            | 1              |
| Bélgica         | Ultratop 50 flamenca         | 1              |
| Bélgica         | Ultratop 50 valona           | 1              |
| Brasil          | Billboard Hot 100 Airplay    | 1              |
| Brasil          | Billboard Hot Popular Songs  | 1              |
| Canadá          | Canadian Hot 100             | 27             |
| Chile           | Chile Top 100                | 1              |
| Colombia        | National Report              | 1              |
| Dinamarca       | Tracklisten                  | 2              |
| Eslovaquia      | Rádio Top 100                | 7              |
| España          | PROMUSICAE                   | 1              |
| España          | Los 40 Principales           | 1              |
| Estados Unidos  | Billboard Hot 100            | 81             |
| Estados Unidos  | Hot Latin Songs              | 1              |
| Estados Unidos  | Latin Pop Songs              | 1              |
| Estados Unidos  | Tropical Songs               | 10             |
| Europa          | Euro Digital Songs           | 1              |
| Finlandia       | Suomen virallinen lista      | 2              |
| Francia         | SNEP Singles Chart           | 1              |
| Grecia          | Greece Digital Songs         | 1              |
| Hungría         | Single Top 40                | 2              |
| Irlanda         | Irish Singles Chart          | 55             |
| Israel          | Media Forest                 | 1              |
| Italia          | FIMI Singles Chart           | 1              |
| Japón           | Japan Hot 100                | 53             |
| México          | Billboard Mexican Airplay    | 11             |
| Noruega         | VG-lista                     | 2              |
| Países Bajos    | Dutch Top 40                 | 1              |
| Polonia         | Polish Airplay Top 20        | 1              |
| Portugal        | Portugal Digital Songs       | 2              |
| Reino Unido     | UK Singles Chart             | 21             |
| República Checa | Rádio Top 100                | 1              |
| Suecia          | Sverigetopplistan            | 1              |
| Suiza           | Swiss Singles Chart          | 1              |
| Venezuela       | Top 100 (Record Report)      | 18             |
| Venezuela       | Top Latino (Record Report)   | 1              |

| País   | Lista (2011)           | Posición |
| ------ | ---------------------- | -------- |
| Brasil | Brasil Hot 100 Airplay | 5        |
| España | Promusicae             | 9        |
| Italia | Italian Singles Chart  | 8        |

| País           | Lista (2012)                    | Posición |
| -------------- | ------------------------------- | -------- |
| Alemania       | Media Control Charts            | 1        |
| Argentina      | Argentina Digital Chart (CAPIF) | 2        |
| Austria        | Austrian Singles Chart          | 1        |
| Bélgica        | Ultratop flamenca               | 1        |
| Bélgica        | Ultratop valona                 | 2        |
| Brasil         | Billboard Hot 100 Airplay       | 13       |
| Canadá         | Canadian Hot 100                | 92       |
| Dinamarca      | Hitlisten                       | 2        |
| España         | PROMUSICAE                      | 1        |
| Estados Unidos | Hot Latin Songs                 | 5        |
| Estados Unidos | Latin Pop Songs                 | 1        |
| Estados Unidos | Tropical Airplay                | 31       |
| Finlandia      | Suomen virallinen lista         | 2        |
| Francia        | SNEP Singles Chart              | 1        |
| Hungría        | Rádiós Top 40                   | 6        |
| Israel         | ACUM                            | 9        |
| Italia         | FIMI Singles Chart              | 1        |
| Países Bajos   | Nederlandse Top 40              | 2        |
| Suecia         | Sverigetopplistan               | 7        |
| Suiza          | Schweizer Hitparade             | 1        |
| Venezuela      | Record Report                   | 85       |

### Certificaciones
| País         | Organismo certificador | Certificación | Simbolización | Ventas  | Ref.   |
| ------------ | ---------------------- | ------------- | ------------- | ------- | ------ |
| Alemania     | BVMI                   | 3× Platino    | 3▲            | 900 000 | [ 85 ] |
| Austria      | IFPI Austria           | 3× Platino    | 3▲            | 90 000  | [ 86 ] |
| Bélgica      | BEA                    | 2× Platino    | 2▲            | 60 000  | [ 87 ] |
| Canadá       | Music Canada           | Platino       | ▲             | 80 000  | [ 88 ] |
| Dinamarca    | IFPI Dinamarca         | 2× Platino    | 2▲            | 60 000  | [ 89 ] |
| España       | PROMUSICAE             | 4× Platino    | 4▲            | 160 000 | [ 72 ] |
| Finlandia    | Musiikkituottajat      | Oro           | ●             | 7 423   | [ 90 ] |
| Francia      | SNEP                   | Oro           | ●             | 150 000 | [ 91 ] |
| Italia       | FIMI                   | 8× Platino    | 8▲            | 240 000 | [ 92 ] |
| México       | AMPROFON               | 3× Platino    | 3▲            | 180 000 | [ 93 ] |
| Países Bajos | NVPI                   | 2× Platino    | 2▲            | 140 000 | [ 94 ] |
| Noruega      | IFPI Noruega           | 3× Platino    | 3▲            | 30 000  | [ 95 ] |
| Suecia       | IFPI Suecia            | 5× Platino    | 5▲            | 200 000 | [ 82 ] |
| Suiza        | IFPI Suiza             | 6× Platino    | 6▲            | 180 000 | [ 96 ] |